# Калинове (Шепетівський район)
Кали́нове — село в Україні, у Білогірській селищній громаді Шепетівського району Хмельницької області. Населення становить 222 особи.

## Географія
Село розташоване на північній стороні від витоку річки Бензюрівка.

## Історія
7 (20) листопада 1917 року, відповідно до Третього Універсалу Української Центральної Ради, увійшло до складу Української Народної Республіки.
12 червня 2020 року, відповідно до розпорядження Кабінету Міністрів України № 727-р «Про визначення адміністративних центрів та затвердження територій територіальних громад Хмельницької області», увійшло до складу Білогірської селищної громади.
19 липня 2020 року, в результаті адміністративно-територіальної реформи та ліквідації Білогірського району, село увійшло до складу Шепетівського району.
19 вересня 2024 року Верховна Рада підтримала перейменування села Червоне на Калинове. 26 вересня 2024 року перейменування набуло чинності.